# NGC 6481
NGC 6481 – grupa gwiazd znajdująca się w gwiazdozbiorze Wężownika, składająca się z czterech ułożonych w jednej linii gwiazd (lub pięciu, jeśli uwzględnić gwiazdę o mniejszej jasności niż pozostałe). Prawdopodobnie jest to pozostałość po gromadzie otwartej (ang. cluster remnant). Odkrył ją Christian Peters 21 sierpnia 1859 roku. Znajduje się w odległości ok. 3849 lat świetlnych od Słońca.